# روبرت صموئيل روس
روبرت صموئيل روس (بالإنجليزية: Robert Samuel Ross)‏ هو صحفي ونقابي وناشط سلام وأمين مكتبة وسياسي أسترالي، ولد في 5 يناير 1873، وتوفي في 24 سبتمبر 1931. حزبياً، نشط في حزب العمال الأسترالي.